# Église de Pyhtää
Église de Pyhtää (en finnois : Pyhtään kirkko) est une église construite à Pyhtää en Finlande

## Architecture

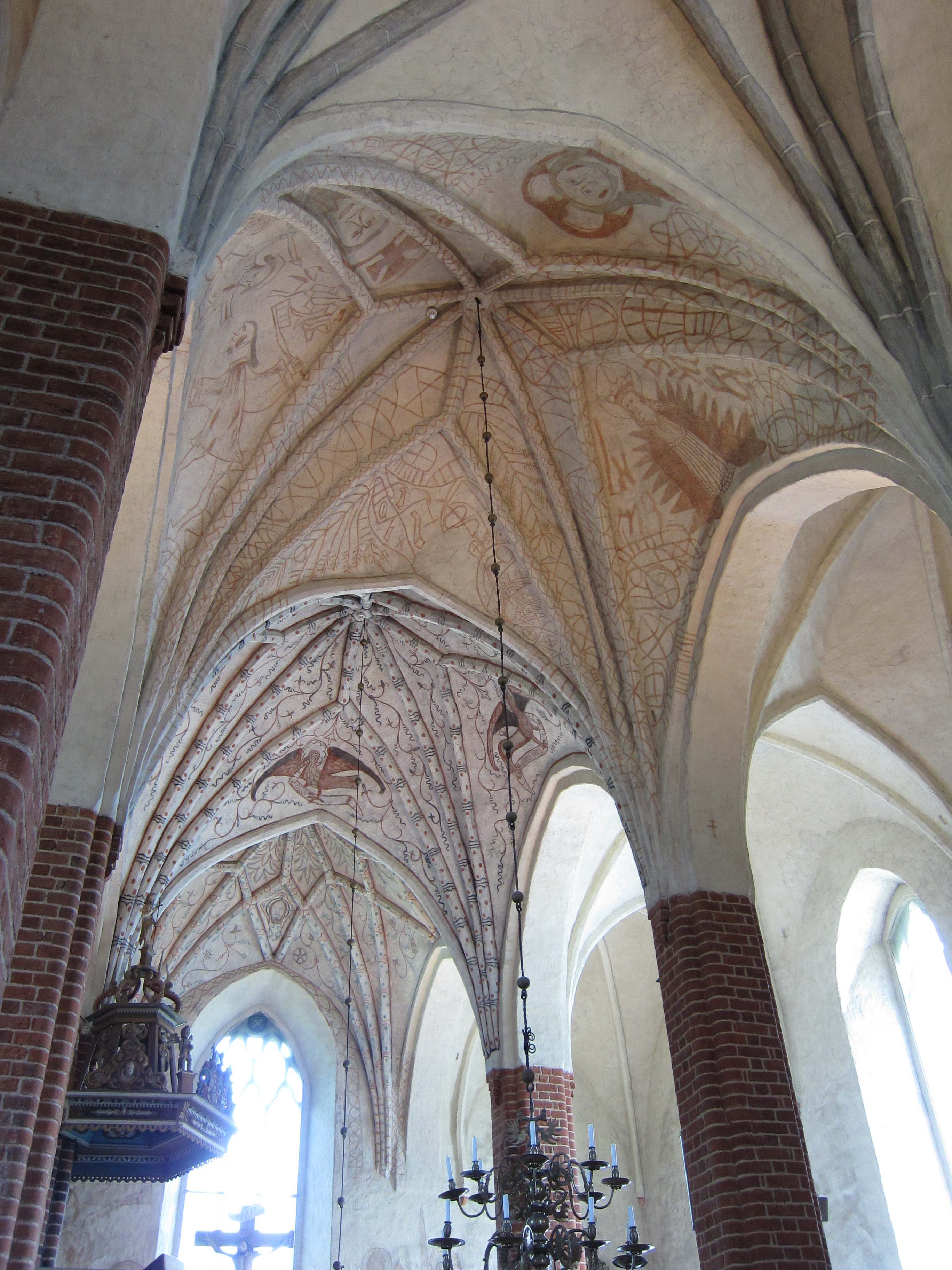
L'intérieur de l'église de Pyhtää

L'église de Pyhtää est construite au Moyen Âge par le Maître de Pernå. L'église en granite gris est peinte à la chaux.
'est une église à 3 nefs avec des piliers hauts et étroits. L'église a sa voûte médiévale, ses peintures murales ainsi que les sculptures en bois d'origine. Le retable peint par Auguste Joseph Desarnod représente le Christ à Emmaus. Le peintre l'offert à l'église de Pyhtää en 1848.